# Храм Наньхуа
Храм Наньхуа (南華寺, Nanhua Si) крупнейший буддийский храм и семинария в Африке, расположенные в пригороде Бронкхортспрёйта, ЮАР.
В данном храме расположен штаб ордена Фо Гуан Шань, площадью свыше 2,4 км².
Фо Гуан Шань был основан досточтимым мастером Син-Юнем в 1967 году на одноимённой горе близ города Гаосюн, и является орденом буддизма махаяны.
Храм Наньхуа, как и орден на Тайване, следует школе чань-буддизма Линьцзи, вместе с учением о Мирах Будды.